# Jaak Gabriëls

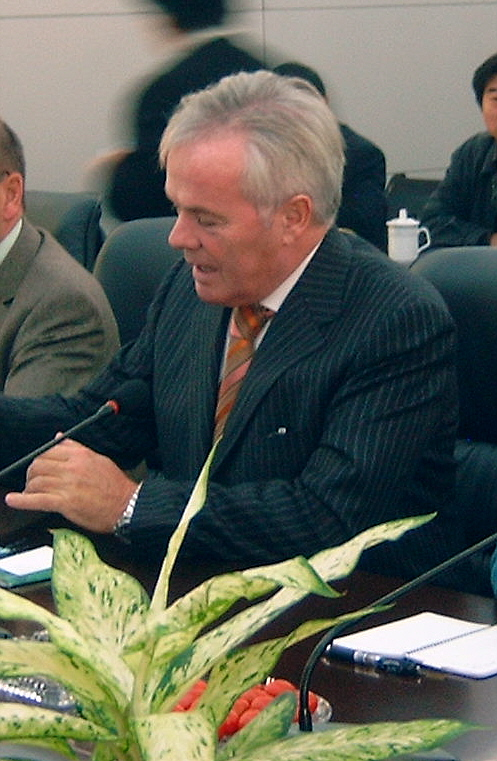
Jaak Gabriëls

Petrus Josephus Jacobus „Jaak“ Gabriëls (* 22. September 1943 in Bree, Provinz Limburg, Belgien; † 8. April 2024 ebenda) war ein belgischer Politiker der Volksunie sowie der Open Vlaamse Liberalen en Democraten (VLD), der sowohl Minister in der Föderalen Regierung als auch in der Regierung Flanderns war.

## Biografie
Nach dem Besuch der Sint-Martinusscholen begann er 1965 ein Studium der Philosophie und Literatur an der Katholieke Universiteit Leuven und war dort auch Mitglied des Katholischen Flämischen Hochschulstudentenverbandes (KVHV).
Seine politische Laufbahn begann er zunächst als Mitglied des Rates der Provinz Limburg, dem er zwischen 1974 und 1977 angehörte. 1977 wurde er als Vertreter der VLD zum Mitglied der Abgeordnetenkammer gewählt sowie später zum Mitglied des Flämischen Parlaments. Von 1977 bis 2012 war er darüber hinaus auch Bürgermeister seiner Geburtsstadt Bree.
Zwischen 1986 und 1992 war er Vorsitzender der Volksunie und einer der wichtigsten Fürsprecher zur programmatischen und personellen Erneuerung. Nach der Niederlage bei den Parlamentswahlen 1991 gehörte er zu den stärksten Befürwortern einer Zusammenarbeit zwischen der Volksunie und der traditionellen liberalen Partij voor Vrijheid en Vooruitgang (PVV). Als ihm jedoch ein Teil der Mitglieder der Volksunie in dieser Absicht nicht folgte, trat er 1992 zurück, verließ zusammen mit zahlreichen seiner Anhängern wie André Geens, Hugo Coveliers, Bart Somers und Jef Valkeniers die Volksunie und gründete kurz darauf die VLD.
Am 12. Juli 1999 berief ihn Premierminister Guy Verhofstadt zum Minister für Landwirtschaft und Mittelstand in dessen erste Regierung.
Am 10. Juli 2001 schied er aus der föderalen Regierung aus und wurde stattdessen vom flämischen Ministerpräsidenten Patrick Dawael in die Regionalregierung Flanderns berufen. Dort war er bis 2003 Minister für Wirtschaft, Außenhandel und Wohnungsbau. Darüber hinaus war er zwischen 2002 und Juni 2003 auch flämischer Außenminister.
Für seine politischen Verdienste wurde Jaak Gabriëls am 26. Januar 2004 mit einigen anderen ehemaligen Ministern mit dem Ehrentitel Staatsminister ausgezeichnet.
Jaak Gabriëls starb am 8. April 2024 im Alter von 80 Jahren.